# محمد مبارك (لاعب كرة قدم قطري)
محمد مبارك (مواليد 11 أغسطس 1984) هو لاعب كرة قدم قطري يلعب كحارس مرمى. مثّل منتخب قطر لكرة القدم.
لعب سابقاً مع أندية قطر والعربي و الأهلي والشمال و الوعب .

## روابط خارجية
- محمد مبارك على موقع قاعدة بيانات كرة القدم.إي يو (الإنجليزية)
- محمد مبارك على موقع ناشيونال فوتبول تيمز (الإنجليزية)
- محمد مبارك على موقع Soccerway.com (الإنجليزية)
- محمد مبارك على موقع عالم كرة القدم.نت (الإنجليزية)